# Alejandro Gómez de Segura
Alejandro Gómez de Segura, marino español del siglo XVI, nacido en Vitoria en 1566 y fallecido frente a las costas de Inglaterra en julio de 1588.
Sirvió como segundo de a bordo en el navío Santa Ana (Nave insignia de la escuadra de Vizcaya, al mando del gran almirante Juan Martínez de Recalde) la Armada Invencible o Armada Española, gran flota que armó el monarca Felipe II para apoyar la invasión de Inglaterra durante Guerra anglo-española de 1585-1604.